# Partido Conservador (Bolivien)
Die Partido Conservador (Konservative Partei) war eine der beiden wichtigsten Parteien in Bolivien im späten 19. Jahrhundert. Die andere wichtige Partei war die Partido Liberal (Liberale Partei).

## Geschichte
Nachdem das Land im Salpeterkrieg mit Chile den direkten Zugang zum Pazifischen Ozean verloren hatte, übernahmen 1880 konservative Politiker die politische Macht in Bolivien und gründeten 1883 die „Partido Conservador“.
Die Anfangszeit der konservativen Partei war im Vorfeld der Wahlen von 1884 geprägt durch die Allianz von Gregorio Pacheco Leyes, Vorsitzender der Partido Demócrata und Aniceto Arce Ruiz, Vorsitzender der Partido Constitucional. Diese Allianz war entstanden durch Vermittlung von Mariano Baptista Caserta für den Fall, dass das Ergebnis der Wahl zu keinem klaren Sieg einer der beiden Parteien geführt hätte.
In den darauffolgenden beiden Jahrzehnten, von 1880 bis 1899, waren alle Präsidenten Boliviens Mitglieder der Partido Conservador:
- Narciso Campero Leyes (1880–1884)
- Gregorio Pacheco Leyes (1884–1888)
- Aniceto Arce Ruiz (1888–1892)
- Mariano Baptista Caserta (1892–1896)
- Severo Fernandez Alonso Caballero (1896–1899)

Erst 1899 gelang es der oppositionellen Partido Liberal unter José Manuel Pando, nach dem Streit um den Sitz der Hauptstadt und dem anschließenden Bürgerkrieg (1898–1899), die Macht von den durch die Silber-Oligarchie unterstützten Konservativen zu übernehmen. 